# Jan Weenix

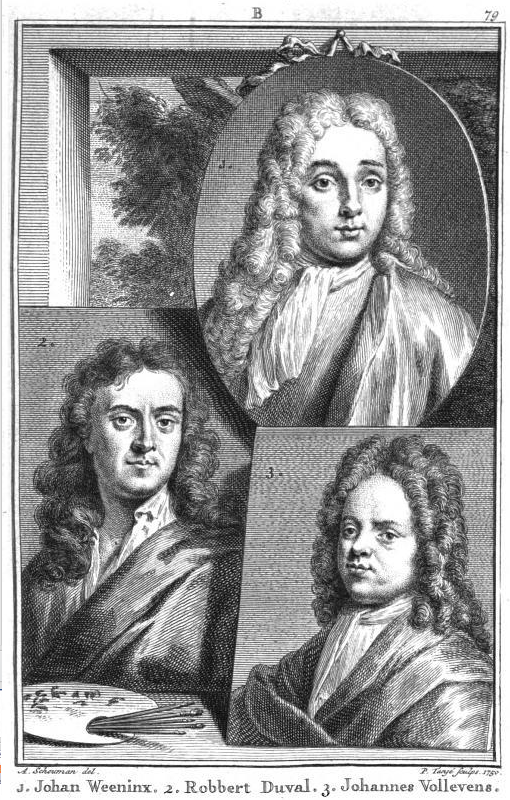
Jan Weenix (oben) auf einem Gruppenporträt von Aart Schouman, 1750

Jan Weenix (* 1642 in Amsterdam; † 20. September 1719 ebenda) war ein niederländischer Maler. Jan Weenix wusste nicht genau, wie alt er war. Als er 1679 in Amsterdam heiratete, behauptete er, er sei dreißig.

## Leben
Jan Weenix war der Sohn und Schüler des Malers Jan Baptist Weenix, der in Utrecht und Vleuten wohnte, nach Italien reiste und vornehmlich Bilder aus dem italienischen Volksleben malte, aber auch Stillleben und Hühnerhöfe. Seine Gemälde erwarb unter anderem Papst Innozenz X. Als er nach vier Jahren zurückkam, um seine Frau Josina zu holen, blieb er ihretwegen, einer Tochter von Gillis Claesz. de Hondecoeter, in Amsterdam. Die Familie siedelte nach Utrecht um, als sein Schwager Gijsbert de Hondecoeter starb, der auch Maler war. Jan Weenix ging in die Lehre, zusammen mit seinem Cousin Melchior de Hondecoeter.
Anfangs malte er in der Art seines Vaters, Bilder aus der römischen Campagna und Seehäfen mit Staffage sowie Bildnisse. Dann wandte er sich dem Jagdstillleben zu, wobei er totes Wild darstellte (Hasen, Rehe, Wildschweine, Rebhühner etc.), bisweilen mit Jägern und Hunden und meist mit reichem landschaftlichen Hintergrund. Die Pinselführung seiner Werke ist äußerst zart und weich; dabei ist die Farbe glänzend und tief. Bilder von ihm finden sich in nahezu allen größeren Galerien.
1697 malte er ein Porträt von Zar Peter dem Großen. In dieser Zeit entstanden fünf enorme wandbedeckende Ölgemälde, Allegorien der fünf Sinne für ein Haus auf der Nieuwe Herengracht in Amsterdam, im Auftrag von Jacob Henriques de Granada, einem spanischen Kaufmann aus Surinam. 1921 von William Randolph Hearst gekauft wurden die Bilder nach Kalifornien verschickt. Zwei sind heutzutage im Foyer des Hotels The Carlyle in Manhattan (New York) zu sehen, eine Landschaft mit Jäger und totem Wild und die Allegorie des Geruchssinnes, dargestellt durch einen Jagdhund. Es befindet sich in den National Galleries of Scotland in Edinburgh, das vierte Gemälde ist im Besitz des Allen Memorial Art Museum in Oberlin (Ohio). Das fünfte Wandbild ist verschollen.
Im Jahr 1679 heiratete er Petronella Bakkers (um 1659–1732), mit der er dreizehn Kinder hatte. Darunter die Blumenstilllebenmalerin Maria Weenix, die bei ihrem Vater gelernt hatte und deren Malstil seinem sehr ähnlich war.
Von 1702 bis 1712 war Weenix als Hofmaler für den pfälzischen Kurfürsten Johann Wilhelm tätig. Unter anderem schuf er für dessen Schloss Bensberg zwölf großformatige Gemälde. Er arbeitete in Amsterdam und reiste, wie Adriaen van der Werff und Rachel Ruysch, ab und zu nach Düsseldorf. Aus dem Bestand der Düsseldorfer Galerie gelangten zwei 1712 bis 1714 gemalte Stillleben und die Gemälde aus dem Schloss Bensberg in den Besitz der Alten Pinakothek nach München.

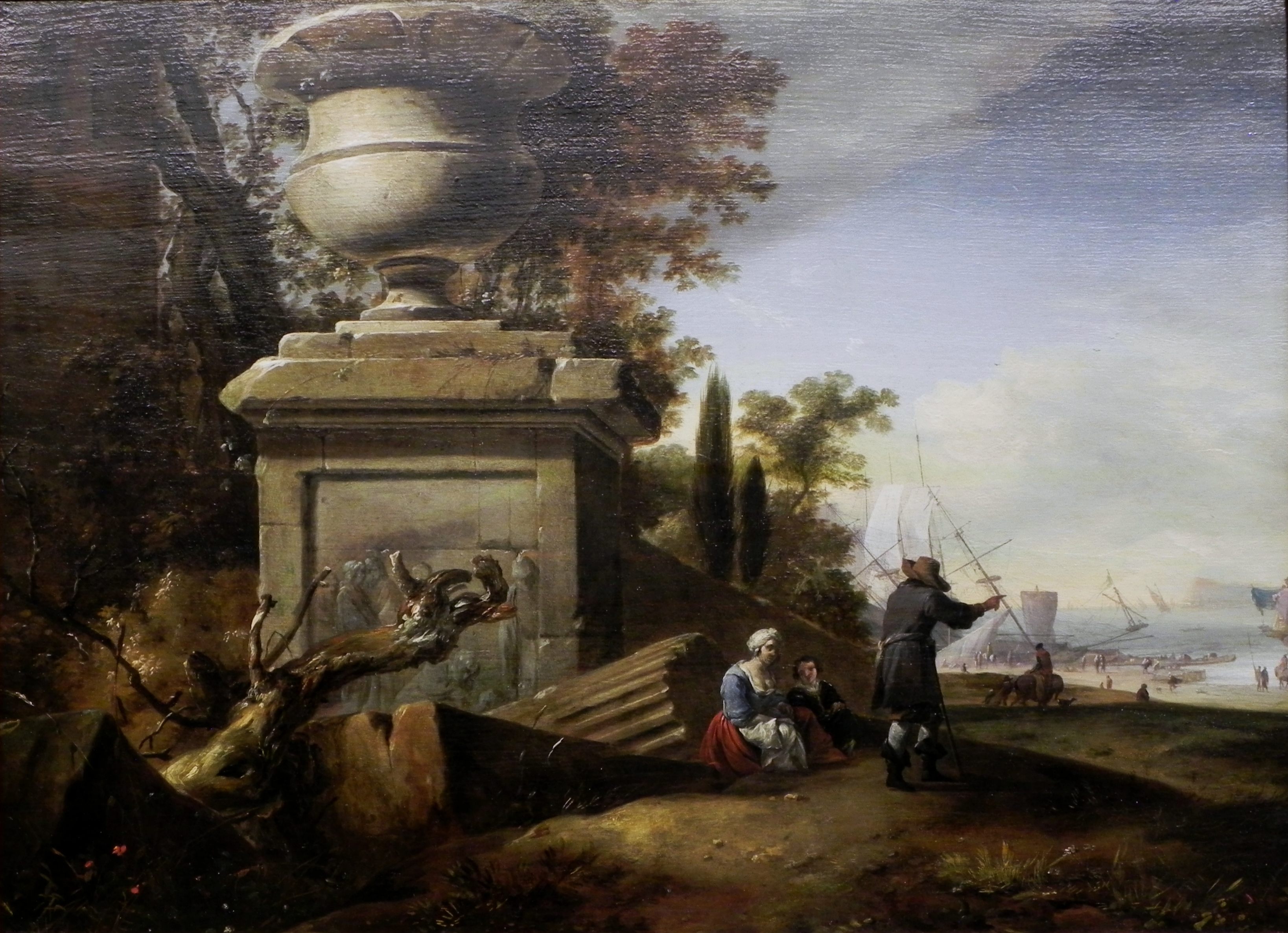
Ein Gespräch am Sockel einer steinernen Vase, 1678

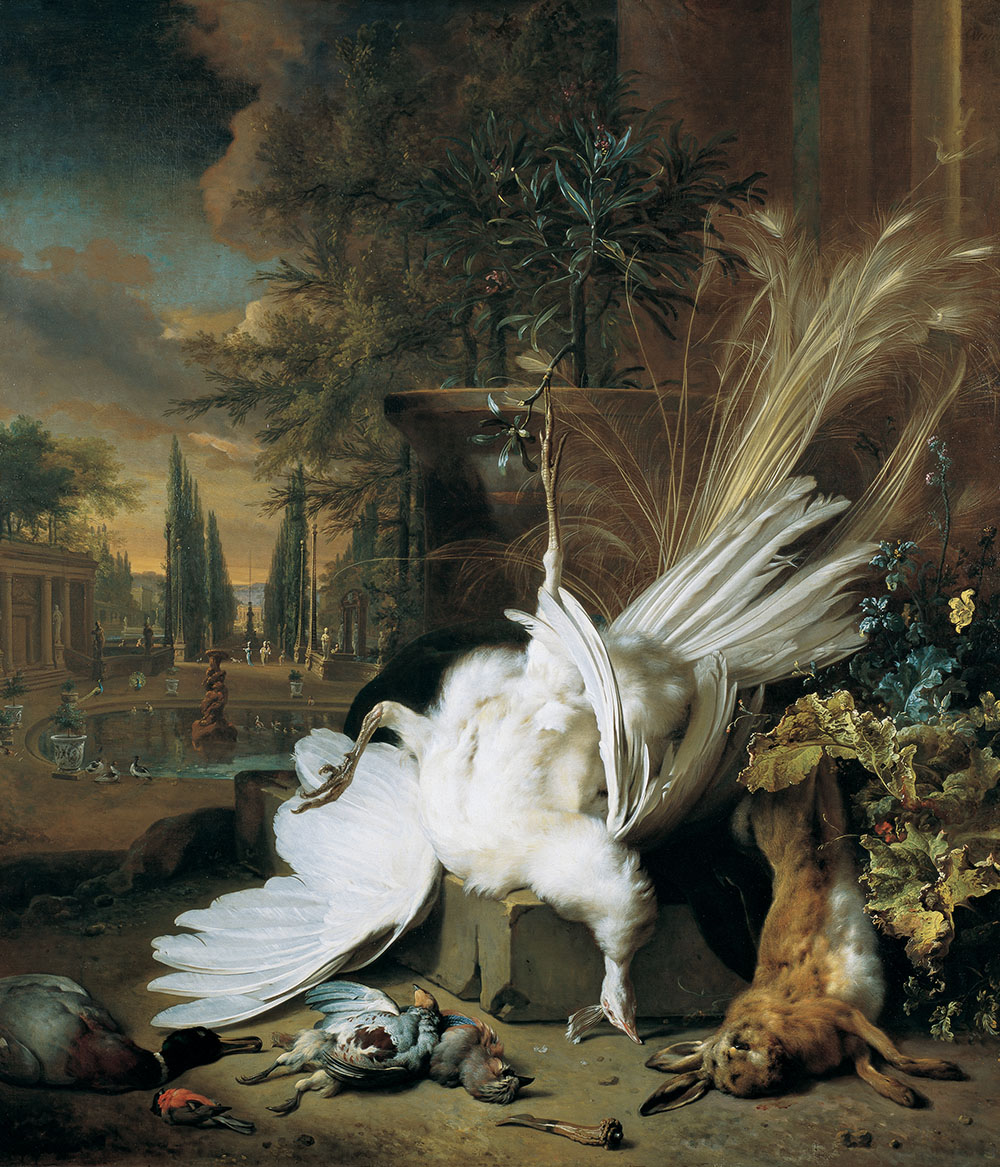
Der weiße Pfau, 1692, Gemäldegalerie der Akademie der bildenden Künste Wien

## Werkauswahl
- Blumen und Pfau bei einem Brunnen, Leinwand, 178×166 cm
- Der verlorene Sohn, 1668, Leinwand, 111 × 99 cm, Residenzgalerie Salzburg
- Hasen und Fasanen bei einer Quelle, Leinwand, 158×211 cm
- Jagdstillleben, 1671, Leinwand, 109×88 cm
- Jagdzyklus: Jagdstillleben vor einer Dianastatue, 1712, Leinwand, 346 × 206 cm, Alte Pinakothek München[3]
- Jagdzyklus: Jagdstillleben vor einer Landschaft mit Schloss Bensberg, 1712, Leinwand, 345 × 562 cm, Alte Pinakothek München[4]
- Jagdzyklus: Schweinsjagd, 1712, Leinwand, 346×214 cm
- Schlafendes Mädchen, 1665, Holz, 45×35 cm
- Tiere, Jagdgerät und Jäger, 1702, Leinwand
- Conversation im Freien, Leinwand, 113 × 99 cm